# Сингаївська Віра Пилипівна
Віра Пилипівна Сингаївська (латис. Vera Singajevska 28 квітня 1923, Вінницька обл. — 26 квітня 2014, Рига, Латвія) — радянська і латиська актриса театру і кіно, співачка, Народна артистка Латвійської РСР, Заслужена артистка Латвійської РСР.

## Біографія
Віра Сингаївська народилася 28 квітня 1923 року в Вінницькій області Української РСР. У 1945—1953 роках грала на сцені Елгавського театру. Потім, до 1992 року була актрисою латиської трупи Ризького ТЮГу, що почав роботу після 1992 як Новий Ризький театр і Латвійський Національний театр. Була відомою виконавицею дитячих пісень.
Померла 26 квітня 2014 року. Похована в Ризі на Лісовому кладовищі.

### Родина
- Чоловік — актор Талівалдіс Аболіньш (1932—1991).
- Син — актор Гундарс Аболіньш (нар. 1960).
- Син — оператор Маріс Аболіньш.

## Нагороди
- Заслужена артистка Латвійської РСР (1955)
- Державна премія Латвійської РСР (1959)
- Народна артистка Латвійської РСР (1965)
- Орден Трьох Зірок 4 ступеня (1995)
- орден Дружби народів (07.08.1981)
- орден «Знак Пошани» (03.01.1956)
- Премія Театрального союзу Латвії за внесок у театральне мистецтво (1997)[5]

## Творчість

### Ролі в театрі

#### Ризький ТЮГ
- 1957 — «Поросль» (латис. "Jaunaudze" «Jaunaudze») Казіса Бінкіса — Плюшкіене
- 1957 — «В пошуках радості» (латис. "Prieku meklējot" Віктора Розова — Тетяна
- 1958 — «Сомбреро» (латис. "Sombrēro" «Sombrēro») Михалкова Сергія — Шура Тичінкін
- 1 959 — «Снігова королева» (латис. "Sniega karaliene") Євгена Шварца — Герда
- 1969 — «Шурум Бурум» (латис. "Šurumburums") — Бріціс
- 1971 — «Вінні-Пух і його друзі» (латис. "Lācītis Pūks un viņa draugi") Алана Мілна — Вінні-Пух

### Режисерські роботи

#### Ризький ТЮГ
- 1957 — «Павук і Шмаук» (латис. "Pauks un Šmauks") Енід Блайтон
- 1963 — «Спрідітіс» (латис. "Sprīdītis") Анни Брігадере

### Фільмографія
1. 1961 — Спасибі за весну (Kārkli pelēkie zied) — секретар
2. 1978 — Сімейний альбом (Ризька кіностудія) — сусідка Ірми
3. 1978 — Твій син — епізод
4. 1981 — Лімузин кольору білої ночі — епізод
5. 1986 — В зарослу канаву легко падати — еипізод
6. 1990 — Mazās kaislības — тітка Лавіс
7. 1997 — Cukura nams (телесеріал, Латвія) — Христина